# Deltochilum cristinae
Deltochilum cristinae là một loài bọ cánh cứng trong họ Bọ hung (Scarabaeidae).